# Pudicítia
Pudicítia (en llatí Pudicitia, en grec Αἰδώς) va ser una deïtat romana personificació de la modèstia. Tenia també altars a Atenes.
A Roma se li van dedicar dos santuaris, un a la Pudicítia patrícia (al Forum Boarium) i l'altre a la Pudicítia plebea. El primer temple o altar va ser fundat pels patricis i el segon es va fundar quan la patrícia Virgínia va ser expulsada d'aquest santuari per haver-se casat amb el cònsol d'origen plebeu Luci Volumni Flamma Violent i en va fundar un santuari separat al vicus Longus. No es permetia a cap dona casada dues vegades tocar la seva estàtua. Pudicítia era considerada també com la Fortuna mulieribus, i es representava com una dama amb vestits modestos.